# Trachycarpus
Genre
Trachycarpus est un genre de plantes de la famille des Arécacées (palmiers). Le nom vient du grec trachys qui signifie rugueux, et de carpos qui signifie fruit.
Il fait partie de la sous-famille des Coryphoideae, de la tribu des Trachycarpeae et de la sous-tribu des Rhapidinae.

## Distribution
La distribution naturelle des espèces de Trachycarpus va des régions montagneuses du nord de l’Inde, au Népal, jusqu’au nord de la Thaïlande et en Chine. Dans leur habitat naturel, certaines espèces vivent dans des forêts de montagne jusqu’à 2500 mètres d’altitude, et sont régulièrement couvertes de neige en hiver.
Trachycarpus fortunei est le représentant du genre le plus connu. Il se rencontre très fréquemment dans les jardins en Europe et il est abondant dans les parcs et jardins en France. En France, il est parfois subspontané quand les conditions lui sont favorables. En particulier dans les Pyrénées où il peut coloniser les berges des cours d'eau. On le retrouve également à l'état sauvage dans la région montagneuse du Tessin en Suisse, où il est subspontané et classé comme espèce invasive d'après cps-skew[Quoi ?].

## Classification
- Famille des Arecaceae
  - Sous-famille des Coryphoideae
    - Tribu des Trachycarpeae
      - Sous-tribu des Rhapidinae[1]

Il partage cette sous-tribu avec les genres suivants : Chamaerops, Guihaia, Rhapidophyllum, Maxburretia, Rhapis.

## Description

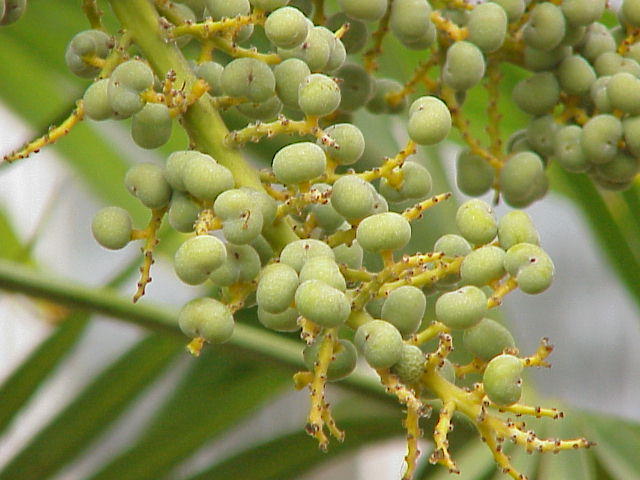
Fruits du Trachycarpus Fortunei

Les espèces de Trachycarpus sont des palmiers dïoïques, de taille moyenne, très résistants. Les feuilles sont palmées, robustes, de couleur vert foncé à vert clair, parfois bleutées.
Le stipe des espèces de Trachycarpus a une hauteur qui va de quelques dizaines de centimètres de hauteur pour Trachycarpus nanus à plus de douze mètres pour Trachycarpus takil. Il peut devenir nu avec l’âge, mais il est recouvert le plus souvent d’une couche plus ou moins épaisse de fibres entrelacées qui forment un crin marron.
Leurs principaux atouts en culture sont :
- leur résistance au froid qui peut aller jusqu'à des températures négatives de -18 °C ;
- leur croissance rapide ;
- leur remarquable hauteur à l'âge adulte.

## Espèces
Le genre Trachycarpus comprend dix espèces d'après Plants of the World Online des jardins botaniques royaux de Kew :
- Trachycarpus fortunei (Hook.) H.Wendl. (1861).
- Trachycarpus geminisectus Spanner, Gibbons (2003).
- Trachycarpus latisectus Spanner, Noltie & Gibbons (1997).
- Trachycarpus martianus (Wall. ex Mart.) H.Wendl. (1861)
- Trachycarpus nanus Becc. (1910).
- Trachycarpus oreophilus Gibbons & Spanner (1997).
- Trachycarpus princeps Gibbons, Spanner & San Y.Chen (1995).
- Trachycarpus ravenii Aver. & K.S.Nguyen (2014).
- Trachycarpus takil Becc. (1905).
- Trachycarpus ukhrulensis M.Lorek & K.C.Pradhan (2006).

Trachycarpus wagnerianus n'est pas considère, à l'heure actuelle comme une espèce , c'est simplement un synonyme de T. fortunei.
Trachycarpus nanus est une espèce menacée selon la Liste rouge de l'UICN. On trouve deux exemplaires de plus de 150 ans de Trachycarpus sp. au jardin botanique de Kazan.

## Résistance au froid des espèces
Les chiffres sont donnés à titre indicatif. Ils donnent la résistance maximale au froid dans de bonnes conditions : froid bref et air sec.
- Trachycarpus fortunei : -18 °C
- Trachycarpus latisectus : -10 °C
- Trachycarpus martianus : -10 °C
- Trachycarpus nanus : -15 °C
- Trachycarpus oreophilus : résistance incertaine, -8 °C
- Trachycarpus princeps : résistance incertaine, -8 °C
- Trachycarpus takil : -18 °C
- Trachycarpus wagnerianus : -18 °C

## Référence biologique
- (en) POWO : Trachycarpus H.Wendl. (consulté le 27 janvier 2021)